# Stazione di Takarazuka-Minamiguchi
La stazione di Takarazuka-Minamiguchi (宝塚南口駅?, Takarazuka-Minamiguchi-eki) è una fermata ferroviaria delle Ferrovie Hankyū situata nella città di Takarazuka, nella prefettura di Hyōgo, e serve la linea Imazu delle Ferrovie Hankyū.

## Linee
Ferrovie Hankyū
■ Linea Hankyū Imazu

## Struttura
La stazione è dotata di due binari passanti con due marciapiedi laterali in viadotto collegati da un sovrappassaggio.
| 1 | ■ Linea Imazu | per Takarazuka                                                |
| 2 | ■ Linea Imazu | per Sakasegawa, Nishinomiya-Kitaguchi, Hanshin-Kokudō e Imazu |

## Stazioni adiacenti
| «                 | Servizio            | »                 |
| Linea Hankyū Kobe | Linea Hankyū Kobe   | Linea Hankyū Kobe |
| ----------------- | ------------------- | ----------------- |
| Takarazuka        | Locale Semiespresso | Sakasegawa        |